# Battaglia del Pindo
La battaglia del Pindo (in greco Η Μάχη της Πίνδου?) fu combattuta tra il Regno d'Italia e il Regno di Grecia dal 28 ottobre al 13 novembre 1940 sul Pindo, una catena montuosa situata fra l'Epiro e la Macedonia. 
Lo scontro avvenne durante la prima fase della campagna italiana in Grecia e vi prese parte la 3ª Divisione alpina "Julia", la quale, dopo un'iniziale avanzata, fu circondata dall'esercito ellenico e costretta a ritirarsi.

## Antefatti
Dopo l'invasione italiana dell'Albania avvenuta nel 1939, lo stato maggiore italiano lanciò dai nuovi territori appena conquistati un'invasione contro la Grecia il 28 ottobre 1940, decidendo di schierare sul campo la 3ª Divisione alpina "Julia", che aveva l'obbiettivo di occupare il più rapidamente possibile le montagne del Pindo, fondamentali dal punto di vista strategico. Durante una riunione militare italiana avvenuta pochi giorni prima dell'attacco, il generale Sebastiano Visconti Prasca affermò che la catena montuosa del Pindo non avrebbe rappresentato alcuna difficoltà per le truppe italiane, prevedendo che queste ultime avrebbero successivamente potuto marciare con facilità direttamente verso Atene. Tuttavia, i greci, già allertati di un possibile attacco italiano, decisero di dividere il proprio esercito in due unità, che collocarono rispettivamente nell'Epiro e in Macedonia. Così facendo, entrambe le amate avrebbero potuto stringere l'esercito italiano in una morsa, accerchiandolo e attaccandolo da tutti i lati.

## La battaglia
L'obiettivo principale della divisione "Julia" era quello di penetrare nella catena montuosa del Pindo e occupare la strategica città di Metsovo. Così facendo, il Regio esercito spezzò le linee di rifornimento greche che collegavano le unità situate nell'Epiro e in Macedonia. A ogni modo, l'esercito italiano riuscì a percorrere ben 40 chilometri su un terreno montuoso e sotto la pioggia sopraffusa, occupando il villaggio di Vovousa, ma non la città di Metsovo. Il 2 novembre, il generale greco Davakis, che era stato incaricato di dirigere le operazioni, si ferì gravemente durante una missione di ricognizione vicino al paese di Fourka, mentre il Regio esercito dovette fermare bruscamente la propria avanzata a causa della mancanza di rifornimenti e di viveri.
Approfittando della situazione italiana, il 3 novembre, l'esercito ellenico circondò completamente il Regio esercito, mentre il comandante della divisione "Julia", Mario Girotti, chiese ai capi di stato maggiore italiani di inviare immediatamente rinforzi e rifornimenti. Tuttavia, a causa del maltempo e della disorganizzazione, i rinforzi non riuscirono a lasciare nemmeno il territorio albanese. L'esercito italiano subì molte perdite, mentre quello greco si fortificò grazie all'arrivo di nuovi rinforzi e all'aiuto della gente del posto.
Dopo alcuni giorni caratterizzati da sanguinosi combattimenti in cui la divisione "Julia" perse un quinto dei suoi uomini, le forze italiane riuscirono a rompere l'accerchiamento greco e a ritirarsi presso la città di Corizia. I villaggi di Samarina e Vovousa, che erano stati occupati durante l'avanzata italiana, furono facilmente riconquistati dalle forze elleniche nei giorni successivi. Durante questa caotica ritirata, che durò poco meno di una settimana, le truppe italiane subirono sostanziose perdite e furono respinte fino al confine albanese, dal quale avevano inizialmente incominciato l'attacco.
Entro il 13 novembre, l'intera area del Pindo era stata liberata dai soldati greci, i quali avevano così posto ufficialmente fine allo scontro. Di vitale importanza per il successo ottenuto dai greci, fu il ruolo che ebbe la Regia aeronautica. Infatti, quest'ultima, a causa del terreno montuoso e delle condizioni meteorologiche sfavorevoli, fallì nel bombardare le basi greche situate sul Pindo per fornire supporto all'unità "Julia".

## Conseguenze
A seguito dello scontro, l'esercito italiano perse ben 5 000 uomini e, dopo la battaglia di Elaia-Kalamas, i greci riuscirono a penetrare in profondità nel territorio albanese, dando inizio a un vero e proprio contrattacco. Di vitale importanza per l'esercito greco fu anche il supporto dei civili, i quali fornirono alle truppe elleniche assistenza medica, viveri e vestiti.

## Nella cultura di massa
Nel 1943, uscì un film di guerra fascista diretto da Mario Baffico e intitolato I trecento della Settima. Nella pellicola, che è chiaramente ispirata alla battaglia del Pindo, l'esercito greco viene dipinto come barbaro e malvagio, mentre le forze italiane vengono rappresentate tenaci e valorose, come i "300" di Leonida.